# Labrada (Guitiriz)
Labrada (llamada oficialmente Santa María de Labrada) es una parroquia española del municipio de Guitiriz, en la provincia de Lugo, Galicia.

## Organización territorial
La parroquia está formada por cuarenta y una entidades de población, constando treinta y siete de ellas en el nomenclátor del Instituto Nacional de Estadística español:

### Entidades de población
Entidades de población que forman parte de la parroquia:
- Ameixeiras (As Ameixeiras)
- A Pena
- Balsa (A Balsa)
- Bañobre
- Bernaldo (O Bernaldo)
- Cal (O Cal)
- Carballiños (Os Carballiños)
- Carballo (O Carballo)
- Carreira (A Carreira)
- Castelos (Os Castelos)
- Castro (O Castro)
- Cece
- Codeso (O Codeso)
- Estremil
- Galiñeiro
- Gandarela (A Gandarela)
- Gatelle
- Granxavella (A Granxa Vella)
- Margá
- Malló
- O Regueiro
- Paderna (A Paderna)
- Penas (As Penas)
- Prado Vello (O Prado Vello)
- Pumariño (O Pumariño)
- Puza (A Puza)
- Saa
- San Cristobo (San Cristovo)
- San Mateo
- Sinde
- Tarañeira (A Tarañeira)
- Torre (A Torre de Labrada)
- Toxeiras (As Toxeiras)
- Toxiño (O Toxiño)
- Vacoira
- Xiros (Os Xiros)
- Xove Novo
- Xove Vello
- Xunto a Iglesia (Xunto á Igrexa)

### Despoblados
Despoblados que forman parte de la parroquia:
- Aboares (Os Aboares)
- Muxín
- Rodeiro (O Rodeiro)

## Demografía
| Gráfica de evolución demográfica de Labrada entre 2000 y 2020 |
|                                                               |
| Datos según el nomenclátor publicado por el INE.              |